# Hegyi kékmadár
A hegyi kékmadár (Sialia currucoides) a madarak osztályának verébalakúak (Passeriformes)  rendjébe és a rigófélék (Turdidae) családjába tartozó faj.

## Rendszerezése
A fajt Johann Matthäus Bechstein német természettudós írta le 1798-ban, a Motacilla nembe Motacilla s. Sylvia Currucoides néven.

## Előfordulása
Észak-Amerika nyugati és középső részén, Kanada, az Amerikai Egyesült Államok, Saint-Pierre és Miquelon és Mexikó területén honos.
Természetes élőhelyei a tűlevelű erdők, mérsékelt övi erdők, szubtrópusi vagy trópusi hegyi esőerdők, cserjések és füves puszták, valamint szántóföldek. Vonuló faj.

## Megjelenése
Testhossza 20 centiméter, testtömege 33 gramm.
|  |  |  |

## Életmódja
Tavasszal és nyáron főként ízeltlábúakkal táplálkozik, ősszel gyümölcsöket és magvakat is fogyaszt.

## Természetvédelmi helyzete
Az elterjedési területe rendkívül nagy, egyedszáma pedig növekszik. A Természetvédelmi Világszövetség Vörös listáján nem fenyegetett fajként szerepel.